# Provincia di San Antonio
La provincia di San Antonio è una delle province della regione cilena di Valparaíso, il capoluogo è la città di San Antonio.	
La provincia è costituita da sei comuni:
- Algarrobo
- El Quisco
- El Tabo
- Cartagena
- San Antonio
- Santo Domingo